# Aloyse Raths
Aloyse Raths (Bissen, 5 de juny de 1921 – ?, 17 de desembre de 2009) fou un dirigent de la Resistència luxemburguesa durant la Segona Guerra Mundial.

## Biografia
Raths era mestre d'escola. El 1940 va fundar la Legió Luxemburguesa (Letzeburger Legio'n), i va ser cofundador de la Legió Popular Luxemburguesa (Letzeburger Vollekslegio'n) el 1941. Després de la guerra, va ser membre de la Lliga dels Presos Polítics i Deportats (Ligue vun de politesche Prisonnéier an Deportéierten, o LOPD), l'organització dels membres de la resistència després de la Segona Guerra Mundial, i editor del seu diari, Rappel. De 1967 a 2004, va ser el president deel Consell Nacional de la Resistència (CNR). Va publicar, a més, molts treballs sobre la resistència a Luxemburg.

## Obres
- Années néfastes pour le Grand-Duché 1940-1945 – Unheilvolle Jahre für Luxemburg; LPPD / Éditions du Rappel; Print: Imprimerie centrale, gener de 2009.